# Verneiges
Verneiges é uma comuna francesa na região administrativa da Nova Aquitânia, no departamento de Creuse. Estende-se por uma área de 7,59 km². Em 2010 a comuna tinha 118 habitantes (densidade: 15,5 hab./km²).